# Orna Porat
Orna Porat, née le 6 juin 1924 à Cologne en République de Weimar et morte le 6 août 2015 à Ramat Gan en Israël, est une actrice de théâtre israélienne. Elle reçoit, en 1979, le prix Israël, pour l'ensemble de son œuvre.

## Biographie
Orna Porat nait Irène Klein en 1924 à Cologne. Elle est la fille de Willi, comptable de profession et d'Elise, qui abandonne sa carrière afin d'élever ses enfants. En 1934, sa famille déménage à Porz (en), où elle poursuit ses études. Durant ces années, elle devient membre des jeunesses hitlériennes bien que sa famille se soit opposée à son adhésion.
Après avoir été diplômée de l'école secondaire en 1940, elle étudie pendant deux ans dans une école d'art dramatique à Cologne, tout en jouant au théâtre. Après ses études, elle commence sa carrière sur la scène professionnelle avec un contrat d'un an dans un théâtre à Schleswig. C'est à Schleswig, qu'elle rencontre son futur mari, Joseph Proter, officier de la Brigade juive en Palestine mandataire. Elle déménage avec lui en Palestine, en 1946, puis se marie avec lui. Elle se convertit au judaïsme, en 1957. Le couple adopte deux enfants. Ne parlant pas hébreu, elle est refusée dans plusieurs théâtres avant d'être embauchée par le Théâtre Cameri à Tel Aviv. Il lui est alors suggéré de prendre un nom plus hébreu, comme Orna Porat, ce qu'elle accepte. Elle joue sa première pièce en 1948, une adaptation de la pièce I Remember Mama (en) de John Van Druten.

## Prix et récompenses
Orna Porat a reçu les prix suivants :
- le prix Kinor David (en), décerné par le journal Yediot Aharonot, à trois reprises, en 1970, 1974 et 1980[1].
- le prix Israël, en 1979, pour sa carrière dans le théâtre[1].
- le prix Israel Theatre Achievement Lifetime Achievement, en 1997.
- le Prix EMET pour la science, l'art et la culture (en), en 2005, décerné par le Premier ministre d'Israël[1].

Elle a également reçu le Prix Brenner.

## Source de la traduction
- (en) Cet article est partiellement ou en totalité issu de l’article de Wikipédia en anglais intitulé « Orna Porat » (voir la liste des auteurs).